# 普里亞任斯科耶湖
61°41′38″N 33°38′31″E / 61.693790°N 33.642078°E

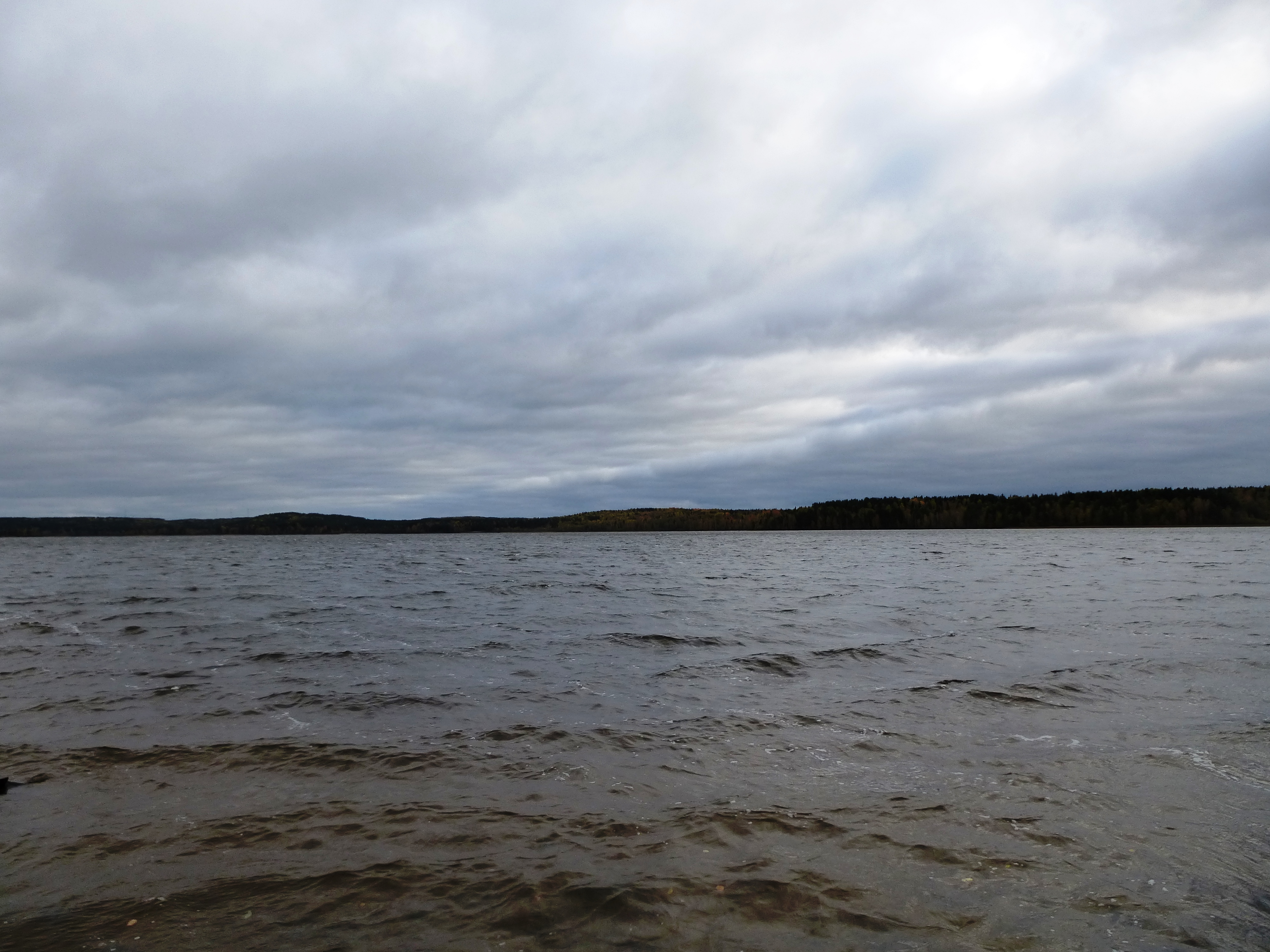

普里亞任斯科耶湖（俄语：Пряжинское），是俄羅斯的湖泊，位於該國西北部，由卡累利阿共和國負責管轄，長4.5公里、寬1.6公里，面積3.72平方公里，集水區面積59.8平方公里，海拔高度106.7米，平均水深4米，最大水深7.5米。